# Sportska sala Biljanini Izvori
Sportska sala Biljanini Izvori (mac. Спортска сала Билјанини Извори) – wielofunkcyjna hala sportowo-widowiskowa w Ochrydzie w Macedonii otwarta w sierpniu 1998 roku.
Oficjalna pojemmność hali wynosi w zależności od imprezy 2500-4500 osób. W kompleksie znajduje się także stadion piłkarsko–lekkoatletyczny, dwa dodatkowe boiska piłkarskie i basen sportowy.
Obiekt gościł imprezy rangi mistrzowskiej, jak Mistrzostwa Europy U-20 w Koszykówce Mężczyzn 2000, Mistrzostwa Świata U-21 w Piłce Ręcznej Mężczyzn 2007, Mistrzostwa Świata U-20 w Piłce Ręcznej Kobiet 2008, Mistrzostwa Europy w Piłce Ręcznej Kobiet 2008 i Mistrzostwa Świata U-18 w Piłce Ręcznej Kobiet 2014. W hali odbywały się także koncerty, między innymi takich artystów jak Lenny Kravitz czy Bob Sinclar.